# José Ignacio Vives Echeverría
José Ignacio Crispín Vives Echeverría (Santa Marta, 25 de octubre de 1926-Bogotá, 6 de julio de 2007), conocido como "Nacho" Vives, fue un abogado y político colombiano.
Representante y senador en varias ocasiones por el departamento del Magdalena, y primer gobernador que tuvo el departamento de La Guajira.
Fue militante del Partido Liberal Colombiano y firme defensor del gobierno de Gustavo Rojas Pinilla y su partido, la Alianza Nacional Popular (Anapo). Perteneció brevemente al Movimiento Revolucionario Liberal (MRL) que lideró Alfonso López Michelsen.

## Biografía
Vives estudió bachillerato en el Liceo Celedón de Santa Marta y Derecho en la Universidad de Antioquia, con tesis laureada en Derecho procesal laboral.
Como abogado trabajó para la United Fruit Company en el Magdalena, para el sindicato de esta multinacional y de otras organizaciones obreras como Braceros del Terminal y el sindicato de ferroviarios del Magdalena.
"Nacho" Vives fue elegido representante a la cámara por el Magdalena en 1960, comienza su carrera en el Congreso.

### Debate de Vives contra Fadul-Peñalosa
Mantuvo polémicos debates en el congreso, en especial contra el gobierno de Carlos Lleras Restrepo (1966–1970) y su ministro de agricultura, Enrique Peñalosa Camargo. Vives denunció ante el Congreso al hijo de Lleras y a Peñalosa por una serie de irregularidades después de que el ministro Peñalosa lo acusara de "tráfico de influencias". Las denuncias le costaron perder la investidura y ser demandando por "injuria y calumnia" y "cohecho", por lo que terminó preso.

### Creación del departamento de La Guajira
Vives promovió la ascensión de la Intendencia de La Guajira a la categoría de departamento por varios años, ya que buscaba proteger su fortín político en esa región. Pese a haber gestionado la reducción de requerimientos para que La Guajira pasara de intendencia a departamento, no contaba con el requisito de tener la mayoría de firmas de los concejales de los municipios guajiros, por lo que falsificó la firma de dos concejales de San Juan del Cesar. El departamento de La Guajira fue creado tras ser aprobada la ley 19 del 10 de noviembre de 1964 y entró en vigor el 1 de julio de 1965.

### Gobernador de La Guajira (1965)
Vives Echeverría se convirtió en el primer gobernador del departamento de La Guajira tras ser nombrado por el gobierno de Guillermo León Valencia. Asumió el cargo el 1 de julio de 1965 y renunció el 10 de septiembre del mismo año, seis meses antes de las elecciones legislativas para aspirar al senado de la república y no inhabilitarse.

### Alcalde de Santa Marta (1990-1992)
Vives fue el segundo alcalde de Santa Marta por elección popular tras la Constitución de 1991 y primer alcalde del Distrito Turístico, Cultural e Histórico de Santa Marta, siendo gobernador del Magdalena, José María Sierra, para el periodo entre 1990 y 1992. 
El 21 de agosto de 1991, Vives renunció a la alcaldía tras enterarse de un fallo del Consejo de Estado que le anuló su credencial. El liberal Álvaro Ordóñez Vives lo remplazó en el cargo.

## Familia
José Ignacio Vives fue hijo del político y empresario samario Rodrigo Vives de Andréis (1898-1994) y Elena Echeverría Díaz Granados (1903-1989). Su tío José Benito "Pepe" Vives de Andréis también fue político y empresario y contrajo matrimonio con Silvia Rosa Campo, nieta del expresidente de Colombia, José María Campo Serrano.
Su padre adquirió gran cantidad de terrenos dejados por la United Fruit Company y fue un político. Además, fue fundador del diario El Informador de Santa Marta. Entre las décadas de 1940 y 1970, su padre fue alcalde de Santa Marta, gobernador del Magdalena y congresista. "Nacho" Vives fue el principal heredero del caudal político y empresarial de su padre.
Su hermana Elena Vives Echeverría contrajo matrimonio con Luis Cotes Gnecco (hijo de Luis Miguel Cotes Vives y María Cristina Gnecco Campo), de cuya unión nació Rosa Cotes Vives.
Vives Echeverría contrajo matrimonio con Silena Menotti, de cuya unión nacieron el exgobernador de Magdalena (1998-2000) Juan Carlos, José Ignacio, María Silena y Myriam. Al divorciarse, Vives contrajo matrimonio con Patricia Baquero, de cuya unión nacieron Patricio y Paola. También tuvo otra hija, Luz Marina Vives Romero.
Fue tío del cantante Carlos Vives (hijo de Luis Aurelio Vives Echeverría), del presidente del Consejo Nacional Electoral Joaquín José Vives, y del exsenador Luis Eduardo Vives Lacouture.

## Muerte
Vives Echeverría padeció de la enfermedad del Alzheimer a lo largo de seis años y falleció en Bogotá, el 6 de julio de 2007.
El gobernador de La Guajira José Luís González Crespo, mediante decreto 156 de 2007, exaltó la memoria de Vives y declaró al departamento en luto. 
Su cuerpo fue trasladado el 11 de julio a Santa Marta, donde se realizaron las ceremonias fúnebres en la Catedral Basílica y luego sepultado en el cementerio San Miguel.

## Publicaciones
- Vives Echeverría, José Ignacio (1950). «Derecho procesal del trabajo (Comentarios al decreto-ley 2158 de 1948)». Universidad de Antioquia. Ediciones de la Imp. de la Universidad de Antioquia.
- Vives Echeverria, José Ignacio (1965). La Guajira ante el Congreso de Colombia: historia de un proceso. Colombia: Impr. Nacional. p. 148.
- Vives Echeverría, José Ignacio (1 de enero de 1984). Tratado de derecho electoral colombiano. Colombia: Editorial Temis Librería. p. 451.